# Csollány Szilveszter
Csollány Szilveszter (Sopron, 1970. április 13. – Budapest, 2022. január 24.) magyar olimpiai, világ- és Európa-bajnok tornász. Az Újpest, majd a Dunaferr SE és a Bp. Honvéd versenyzője volt.

## Sportpályafutása
Győrben kezdett el tornázni. Utánpótlás-versenyzőként 1985-ben Łódźban ért el negyedik helyezést csapatban az IBV-n. Egy évvel később a karlsruhei ifjúsági Európa-bajnokságon lett gyűrűn és lólengésben ötödik. 1988-ban az ifjúsági Eb-n gyűrűn harmadik, lólengésben negyedik lett. Phenjanban az IBV-n egy arany- és két bronzérmet szerzett. Ebben az évben a Dózsával felnőtt csapatbajnoki címet szerzett.
1989-től a felnőtt válogatott keret tagja lett. Ebben az évben a mesterfokú bajnokságon gyűrűn első helyezett lett. Tartalékként számított rá a szövetségi kapitány a stuttgarti vb-n szereplő válogatottban. Egyéniben még a juniorok között versenyezve lólengés- és gyűrűbajnok lett. A felnőttek között ismét csapatbajnokságot nyert.
1990-ben a májusi, lausanne-i Európa-bajnokságon gyűrűn harmadik, ugrásban hetedik helyezett lett. Júniusban junior összetett, talaj, gyűrű, korlát, és nyújtó magyar bajnoki címet szerzett. A júliusi seattle-i Jóakarat játékokon csapatban ötödik, egyéniben 12., gyűrűn hatodik lett. Decemberben a csb-n második, a mesterfokú ob-n összetettben, korláton, lólengésben harmadik, gyűrűn első lett.
A következő évben az Európa-kupa selejtezőin kivívta a döntős szereplés jogát, ahol összetettben kilencedik, lólengésben első lett. Júniusban az országos bajnokságon összetettben, lólengésben, ugrásban és korláton második, gyűrűn első helyen végzett. Szeptemberben az indianapolisi vb-n csapatban 8., egyéni összetettben 18. lett. Az Újpesttel elhódította csapatbajnoki elsőséget. A mesterfokú bajnokságot ujjsérülés miatt kihagyta.
1992-ben a párizsi szerenkénti világbajnokságon három számban indult és gyűrűn ezüstérmes lett. A májusi, budapesti Európa-bajnokságon összetettben 12., gyűrűn 3., lólengésben negyedik, ugrásban hetedik lett. Júniusban az egyéni ob-n lólengésben bajnok, összetettben, talajon, gyűrűn második, ugrásban harmadik lett. A barcelonai olimpián a csapattal 9., egyéni összetettben 9., gyűrűn hatodik lett. A csapatbajnokságon első, a mesterfokú ob-n gyűrűn első, korláton negyedik helyet szerzett.
1993 februárjában bevonult katonának, ami hátráltatta a felkészülésben. A birminghami vb-n csak tartalékként számított rá a kapitány. A júniusi mesterfokú ob-n gyűrűn arany-, korláton bronzérmes lett. A novemberi egyéni ob-n a gyűrű és a lólengés elsőségét gyűjtötte be. A csapatbajnokságon ezúttal második volt.
1994-ben részt vett a brisbane-i szerenkénti világbajnokságon. Négy E- és három D-elemet tartalmazó gyűrűgyakorlatának értékelése 10,3 pontból indult, de csak az ötödik helyen jutott a fináléba, ahol hetedik helyen zárt. A vb-t a prágai Európa-bajnokság követte. A csapattal hatodik, gyűrűn harmadik helyezett lett. A júniusi mesterfokú ob-n megszerezte a gyűrű elsőségét. Októberben az egyéni ob-n gyűrűn szintén első, összetettben második, talajon és lólengésben harmadik, korláton negyedik lett. A csapatbajnokságon bronzérmet szerzett. A szezon végén a csapat-világbajnokságon 13. helyezést ért el a válogatottal.
A következő év márciusában a szerenkénti ob-n lólengésben és gyűrűn nyert bajnokságot. A júniusi egyéni bajnokságon gyűrűn első, korláton második, lólengésben negyedik, nyújtón ötödik helyezett lett. Sportolói pályafutása mellett edzői tevékenységet is folytatott St. Louisban. Az októberi, szabaei vb-n a csapattal 13. (mellyel nem sikerült a válogatottat kvalifikálni az olimpiára), összetettben 32. helyen végzett.
Amerikai munkája miatt az olimpia évében távol maradt a magyar bajnokságoktól és az európai kontinensviadaltól. Az áprilisban, Puerto Ricóban rendezett szerenkénti világbajnokságon csak gyűrűn versenyzett és második helyen végzett. Az olimpián egyéni összetettben 48. lett. Gyűrűn hatodikként jutott a döntőbe. A többi szerre nem helyezett nagyobb hangsúlyt, így ezeken a középmezőnyben végzett. A gyűrű fináléban holtversenyben második helyezést szerzett. Decemberben megkapta az év magyar tornásza címet.
1997 júniusában tért haza az Egyesült Államokból az egyéni magyar bajnokságra, ahol gyűrűn első lett. A lausanne-i vb-n csapatban 10., gyűrűn második helyen végzett. Az év végén ismét a legjobb tornásznak választották.
Az 1998-as tavaszi világkupa-versenyeken Vancouverben győzött, Párizsban második lett gyűrűn. A szentpétervári Európa-bajnokságon a csapattal hetedik, gyűrűn aranyérmes lett. A májusi szabaei világkupa-döntőn szintén első lett a szeren. New Yorkban a Jóakarat játékokon lólengésben nyolcadik, gyűrűn ötödik lett. Októberben, a Dunaferr versenyzőjeként a szerenkénti ob-n lólengésben és gyűrűn szerzett bajnoki címet. A mesterfokú bajnokságon gyűrűn első, korláton ezüstérmes lett. Novemberben megnyerte a zürichi és a stuttgarti grand prix viadal gyűrűversenyét. Decemberben sorozatban harmadszor lett az év tornásza. Az év sportolója szavazáson hatodik helyezett volt.
A következő évben a szerenkénti bajnokságon gyűrűn első, lólengésben ötödik lett. A mesterfokú bajnokságon gyűrűn első, összetettben második, korláton és nyújtón negyedik, lólengésben hatodik helyre értékelték. A szeptemberi egyéni ob-n gyűrűn arany-, összetettben ezüst-, talajon bronzérmes lett. Az októberi, tiencsini vb-n gyűrűn második, csapatban 13. lett. A szezon zárásaként Glasgowban, Zürichben és Stuttgartban nyert grand prix versenyt gyűrűn. Decemberben újból az év tornásza lett.
2000 februárjában indult az előolimpián, de csuklósérülése miatt visszalépett. Tavasszal a montreux-i világkupa-versenyen második, a cottbusi és a glasgow-i gp viadalon első helyet szerzett gyűrűn. A májusi egyéni ob-n gyűrűn és korláton arany-, összetettben, nyújtón és lólengésben ezüstérmet, talajon negyedik helyet szerzett. Nem sokkal az Eb előtt legnagyobb riválisa, az olasz Chechi súlyos sérülést szenvedett és visszavonult a versenyzéstől. A brémai Európa-bajnokságon csapatban tizenegyedik, gyűrűn második helyen végzett
Az olimpián gyűrűn a legmagasabb pontszámmal jutott a döntőbe, a többi szer selejtezőitől pedig visszalépett. A döntőben nyújtott teljesítményével megnyerte a szám aranyérmét, majd a záróünnepségén ő vihette a magyar zászlót. A szezon végén begyűjtötte a mesterfokú bajnoki címet és a világkupa-elsőségét gyűrűn. Decemberben ismét ő lett az év magyar tornásza és ezúttal az év magyar sportolójának is megválasztották.
2001-ben a Bp. Honvéd versenyzőjeként megnyerte a párizsi és a cottbusi vk-gyűrűversenyt. A szerenkénti ob-n gyűrűn első, lólengésben második helyezett lett. Májusban a vegyes csapatok (női és férfi szertorna + rsg) Európa-bajnokságán tagja volt a kilencedik helyezést elért csapatnak. Ezután a mesterfokú ob-n lett első gyűrűn. Júniusban pályázott az Európai Olimpiai Bizottságok Szervezetének (EOC) sportolói bizottságának tagságára, de nem kapott elegendő szavazatot. Augusztusban a brisbane-i Jóakarat játékokon szerezte meg a gyűrű elsőségét. A szeptemberi egyéni ob-n deréksérülése miatt nem indult. A genti tornász vb-n a csapat 20., míg ő gyűrűn második lett. Az év végén ismét megkapta az év tornásza díjat.
A következő évben az egyéni bajnokságon a gyűrű elsőségét szerezte meg. A pátrai Eb-n csapatban 12., gyűrűn harmadik lett. A mesterfokú bajnokságtól egy kisebb sérülés miatt visszalépett. A szerenkénti bajnokságon gyűrűn lett első. A debreceni szerenkénti vb-n aranyérmet szerzett. A novemberi vk-döntőben harmadik helyezett lett legjobb szerén. Az év végén ismét megkapta a legjobb magyar tornász és a a legjobb magyar sportoló címét is.
2003-ban csak szinten tartó edzéseket végzett, versenyeken nem indult. A vb-n a válogatott nem jutott ki az olimpiára, így Csollány számára elérhetetlenné vált az athéni szereplés és bejelentette visszavonulását. 2004-ben pályázott NOB sportoló bizottsági tagságára, de nem kapott elegendő voksot.
Később a vendéglátóiparban dolgozott. 2011-től 2013-ig tornaedző volt Izlandon.
2010-ben általános iskolai tornatermet neveztek el Csollányról a Baranya megyei Pécs-Vasason.
2020-ban az Exatlon Hungary 2. évadában vett részt, ahol 18 napot töltött. A Bajnokok csapatában volt.

## Eredményei
Férfi gyűrű
- Olimpiai játékok
  - Aranyérem (2000)
  - Ezüstérem (1996)
  - 6. hely (1992)
- Világbajnokság
  - Aranyérem (2002)
  - Ezüstérem (1992, 1996, 1997, 1999, 2001)
- Európa-bajnokság
  - Aranyérem (1998)
  - Ezüstérem (2000)
  - Bronzérem (1990, 1992, 1994, 2002)

## Díjai, elismerései
- Kiváló ifjúsági sportoló (1989)
- Magyar Köztársasági Arany Érdemkereszt (1996)
- Az év magyar tornásza (1996, 1997, 1998, 1999, 2000, 2001, 2002)
- Az év magyar sportolója (2000, 2002)
- A Magyar Köztársasági Érdemrend tisztikeresztje (2000)
- Dunaferr-díj (2000)
- A magyar tornasport halhatatlanja (2009)[5]
- Magyar Toleranciadíj (2011)

## Családja
Első felesége Szilvia volt, akivel közös gyermekük, Szimóna 1999-ben jött a világra. 2006 májusától élt második házasságában Judittal, akinek tőle két lánya született: Kitti (2006) és Kincső (2009).

## Halála
2021 decemberében fertőződött meg a Covid19-cel, és ezt követően lélegeztetőgépre, aztán műtüdőre került. 2022. január 24-én, 51 éves korában hunyt el.
2022. február 9-én búcsúztatták a Farkasréti temetőben, majd szűk családi körben helyezték végső nyugalomra szülővárosában, Sopronban, a Sopronbánfalvi Hősi Temetőben.